# Ctenotus quattuordecimlineatus
Ctenotus quattuordecimlineatus (чотирнадцятисмугий гребневухий сцинк) — вид сцинкоподібних ящірок родини сцинкових (Scincidae). Ендемік Австралії.

## Поширення і екологія
Чотирнадцятисмугі гребневухі сцинки мешкають в пустельних районах на заході Центральної Австралії, на території Західної Австралії, Південної Австралії та Північної Території. Вони живуть в піщаних пустелях, порослих спінніфексом.